# À fleur de peau (manga)
Pour les articles homonymes, voir À fleur de peau.
À fleur de peau, connu au Japon sous le nom de Oboreru Knife (溺れるナイフ, Oboreru naifu), est un manga écrit et dessiné par George Asakura. Il est prépublié entre octobre 2004 et décembre 2013 dans le magazine Bessatsu Friend de Kōdansha, et est compilé en 17 tomes en février 2014. La version française est publiée par Delcourt/Tonkam entre mars 2010 et mars 2017.
Une adaptation en film live-action sort le 5 novembre 2016 au Japon.

## Manga
Le manga Oboreru Knife est prépublié entre les numéros de novembre 2004 et de janvier 2014 dans le magazine Bessatsu Friend de l'éditeur Kōdansha, respectivement publiés le 13 octobre 2004 et le 13 décembre 2013, avant d'être compilé en 17 volumes tankōbon.
Il est à son tour édité en version française par Delcourt/Tonkam sous le titre À fleur de peau entre mars 2010 et mars 2017. En Amérique du Nord, le manga est publié numériquement par la maison d'édition Kodansha Comics depuis mai 2017 sous le titre Drowning Love,.
Un one shot spin-off, intitulé Oboreru Knife: Yūgyo no shizuku, iwa no yume (溺れるナイフ ―遊魚の雫 岩の夢―), est publié dans le numéro de février 2012 du Bessatsu Friend, sorti le 13 janvier 2012. Il se focalise sur le personnage de Kana.

## Adaptation cinématographique
Le Bessatsu Friend a annoncé dans son numéro de novembre 2015, publié le 13 octobre 2015, une adaptation du manga en film live-action avec Yūki Yamato (en) en tant que réalisatrice et une sortie prévue pour l'automne 2016,,. Celle-ci est sortie le 5 novembre 2016 au Japon par la société de distribution GAGA (ja).
La chanson thème du film, intitulée Comic Generation (コミック・ジェネレイション, Komikku Jenereishon), est produite par le groupe the dresscodes (ja).

### Distribution
| Acteur/Actrice     | Personnage               |
| ------------------ | ------------------------ |
| Nana Komatsu       | Natsume Mochizuki        |
| Masaki Suda        | Kōichirō « Kō » Hasegawa |
| Daiki Shigeoka     | Katsutoshi Ōtomo         |
| Mone Kamishiraishi | Kana Matsunaga           |

### Sources
1. ↑  (ja) « ジョージ朝倉「恋文日和」TVドラマ化！溺れるナイフは完結 », sur natalie.mu,‎ 13 décembre 2013 (consulté le 14 novembre 2019)
2. ↑  (en) Karen Ressler, « Kodansha USA Lists Digital Releases For George Asakura's Drowning Love, Robico's Our Precious Conversations : Oboreru Knife, Boku to Kimi no Taisetsu na Hanashi English releases slated for next week », sur Anime News Network, 9 mai 2017 (consulté le 14 novembre 2019)
3. ↑  (en) « New Romance Manga: 3 digital debut titles », sur Kodansha Comics, 15 mai 2017 (consulté le 14 novembre 2019)
4. ↑  (ja) « Retour de George Asakura », sur manga-news.com, 12 décembre 2011 (consulté le 14 novembre 2019)
5. ↑  (ja) « ジョージ朝倉「溺れるナイフ」番外編で復活、連載再開へ », sur natalie.mu,‎ 13 janvier 2012 (consulté le 14 novembre 2019)
6. ↑  (en) Egan Loo, « George Asakura's Oboreru Knife Shōjo Manga Gets Live-Action Film : Fall 2016 film about girl dealing with adolescence after moving from Tokyo to countryside », sur Anime News Network, 12 octobre 2015 (consulté le 14 novembre 2019)
7. ↑  (ja) « ジョージ朝倉「溺れるナイフ」実写映画化、2016年秋公開 », sur natalie.mu,‎ 13 octobre 2015 (consulté le 14 novembre 2019)
8. ↑  (ja) « ジョージ朝倉「溺れるナイフ」実写映画化、監督は「おとぎ話みたい」の山戸結希 », sur natalie.mu,‎ 13 octobre 2015 (consulté le 14 novembre 2019)
9. ↑  (ja) « 小松菜奈＆菅田将暉W主演の「溺れるナイフ」、11月5日に公開決定 », sur natalie.mu,‎ 1er juillet 2016 (consulté le 14 novembre 2019)
10. ↑  (en) Rafael Antonio Pineda, « Live-Action Oboreru Knife Film's Music Video Previews Theme Song : The Dresscodes re-recorded "Comic Generation" theme song for November 5 film », sur Anime News Network, 14 octobre 2016 (consulté le 14 novembre 2019)
11. ↑  (en) Rafael Antonio Pineda, « Live-Action Oboreru Knife Film's Main Cast Revealed : Fall film stars Nana Komatsu, Masaki Suda, Daiki Shigeoka, Mone Kamishiraishi », sur Anime News Network, 7 mars 2016 (consulté le 14 novembre 2019)

### Œuvres
Édition japonaise (depuis (ja) Kōdansha)
1. 1 2  Tome 1
2. 1 2  Tome 2
3. 1 2  Tome 3
4. 1 2  Tome 4
5. 1 2  Tome 5
6. 1 2  Tome 6
7. 1 2  Tome 7
8. 1 2  Tome 8
9. 1 2  Tome 9
10. 1 2  Tome 10
11. 1 2  Tome 11
12. 1 2  Tome 12
13. 1 2  Tome 13
14. 1 2  Tome 14
15. 1 2  Tome 15
16. 1 2  Tome 16
17. 1 2  Tome 17

Édition française (depuis (fr) Delcourt/Tonkam)
1. 1 2  Tome 1
2. 1 2  Tome 2
3. 1 2  Tome 3
4. 1 2  Tome 4
5. 1 2  Tome 5
6. 1 2  Tome 6
7. 1 2  Tome 7
8. 1 2  Tome 8
9. 1 2  Tome 9
10. 1 2  Tome 10
11. 1 2  Tome 11
12. 1 2  Tome 12
13. 1 2  Tome 13
14. 1 2  Tome 14
15. 1 2  Tome 15
16. 1 2  Tome 16
17. 1 2  Tome 17